# Chùa Bạch Hào
Chùa Hào Xá hay Chùa Hào (gọi theo Hán-Việt là Bạch Hào cổ thiền tự 白豪古禪寺), ở làng Hào Xá, xã Thanh Xá, huyện Thanh Hà, tỉnh Hải Dương; được xây dựng từ thời nhà Lý. Là ngôi chùa có phong cảnh sông nước hữu tình, mang nhiều nét độc đáo của vùng đồng bằng châu thổ sông Hồng, được xếp hạng di tích lịch sử cấp quốc gia năm 1993 và năm 2015; lễ hội chùa Hào Xá là di sản văn hóa phi vật thể cấp quốc gia.

## Tên gọi
Làng Hào Xá, xã Thanh Xá, huyện Thanh Hà nằm trên một giải đất hẹp ven sông Cửa Chùa - một nhánh của sông Hương. Thế đất của làng như hình con chim phượng hoàng xòe cánh. Chùa Hào Xá tọa lạc trên đầu chim có chùm lông màu trắng nên có tên chữ là Bạch Hào tự tức chùa Bạch Hào. Dân địa phương gọi tắt là chùa Hào. 

## Lịch sử

### Thời nhà Lý
Theo ngọc phả, chùa được xây dựng năm 1011 vào thời vua Lý Thái Tổ. Lúc đầu nhân dân trong vùng đã dựng chùa mang tên chùa Hào với quy mô ba gian chủ yếu bằng tranh tre lợp lá gồi, lá cọ để thờ Phật. Về sau, qua các triều đại, chùa được xây dựng lại và mở rộng thêm quy mô, thờ Phật, vua Trần Nhân Tông, thành hoàng làng và các vị sư trụ trì.

### Thời nhà Trần
Theo ngọc phả và các tài liệu liên quan, vào thời nhà Trần, ở trang Hạ Hào (thời Hậu Lê, trang Hạ Hào đổi thành làng Hào Xá, thuộc xã Hương Đại, tổng Bình Hà, huyện Thanh Hà, phủ Nam Sách; từ năm 1956, Hào Xá là một làng của xã Thanh Xá, huyện Thanh Hà) có vợ chồng ông Nguyễn Danh Doãn và bà Phạm Thị Phương sinh được hai người con trai đặt tên là Nguyễn Danh Nguyên và Nguyễn Danh Quang. Hai anh em Nguyên và Quang học rất giỏi, tinh thông võ nghệ. Lớn lên, hai anh em kết thân với Lý Đình Khuê là bạn học và người cùng làng. Khi đi thi, cả ba người đều đỗ cao và được vua phong làm học sĩ, chuyên chăm lo việc giáo huấn trong cung.
Khi giặc Nguyên Mông đem quân sang xâm lược nước ta, ba ông theo vua Trần Nhân Tông và Hưng Đạo Đại Vương Trần Quốc Tuấn đi đánh giặc ở Phả Lại, Vạn Kiếp. Giặc tan, nhà vua hết lời ca ngợi, bia đá còn ghi lời vua nói: "Từ ngày nước nhà xảy ra chiến sự Tam Công ngày đêm miệt mài tu thân luyện chí tìm phương kế cứu nước, cứu dân".
Đất nước thanh bình, vua Trần Nhân Tông nhường ngôi cho con rồi xuất gia, lên núi Yên Tử tu hành, lập thiền phái Trúc Lâm, lấy hiệu là Trúc Lâm Đại sĩ hoặc Hương Vân Đại đầu đà, Điều ngự Đầu đà. Ba ông cũng đầu Phật về trụ trì tại chùa Minh Khánh (nay thuộc thị trấn Thanh Hà, huyện Thanh Hà) và chùa Hào. Vừa tu hành, các ông vừa dạy dân trong vùng trồng dâu, nuôi tằm; tổ chức cho trai tráng trong làng luyện tập võ nghệ, đấu vật và thi bơi thuyền (ngày nay, tại Thanh Xá vẫn còn lưu lại những nhiều dấu tích công lao của các ông: dấu tích của khu đồng trồng dâu vẫn được nhân dân trong xã gọi là vườn dâu; hội thi bơi thuyền của xã...).
Ngày 6 tháng 1 năm 1293, Điều Ngự Đầu Đà Trần Nhân Tông du ngoạn đầu xuân và truyền giảng kinh sách bằng đường thủy. Đến trang Hạ Hào, ba cư sĩ tổ chức cùng dân làng mở hội đua thuyền để tiếp đón vị đệ nhất tổ thiền phái Trúc Lâm. Thấy phong cảnh sông nước hữu tình, Thượng hoàng hạ lệnh cho dựng lại chùa, mở rộng quy mô và đổi lại tên là chùa Bạch Hào, làm hoành phi câu đối, lập bệ thờ bằng đá hình tòa sen để thờ Phật và giao cho 3 ông ở lại tu tại chùa.
Ít năm sau, ba vị cư sĩ được Đức Điều Ngự triệu về Yên Tử tu luyện rồi lần lượt "hoá" tại đây. Ghi nhớ công lao giúp dân giúp nước của ba ông, vua nhà Trần đã ban vàng bạc cho dân làng Hạ Hào lập miếu thờ và sắc phong làm thành hoàng, khắc vào đại tự "Tướng Hào tỏa sáng". Nguyễn Danh Quang được sắc phong là Phả Lại cư sĩ, Nguyễn Danh Nguyên là Phả Hộ cư sĩ, Lý Đình Khuê là Phả Tế cư sĩ. 
Ba vị cư sĩ được thờ tại chùa, được tôn là ba vị sư tổ đầu tiên của chùa. Hàng năm, cứ vào ngày mồng 4 - 6 tháng Giêng âm lịch, dân làng Hòa mở lễ, hội (đua thuyền...) cho đến ngày nay.

### Thời nhà Mạc
Vào những năm 1540, thời nhà Mạc, tăng phó Trần Như Thừa đã quyên góp tiền của công đức xây dựng lại chùa gồm 60 gian lớn nhỏ theo kiểu nội công ngoại quốc. Sau này do mai một bởi thời gian thiên nhiên, bão lũ cũng như các cuộc chiến tranh thời Lê, thời Mạc, thời Nguyễn chùa cũng được tu sửa nhưng kiến trúc cổ không còn được giữ lại bao nhiêu.

### Ngày nay
Hoà thượng Thích Gia Huệ trụ trì tại chùa từ năm 1954 cho đến khi viên tịch... 
Vào những năm cuối thập kỉ 90, đầu những năm 2000 các Tăng Ni, chư tôn Thiền đức trụ tại chùa, các tín đồ Phật tử và nhân dân đã tôn tạo chùa; tháp chuông và ngôi Tam bảo của chùa lần lượt được xây dựng khang trang. 
Trải qua thời gian, nhiều cuộc chiến tranh, đến nay các nét độc đáo, vật cổ giữ lại quá ít. Ngôi chùa hiện nay, bao gồm Tiền đường 5 gian, Hậu cung 2 gian, Nhà tổ 3 gian; tiền đường, được xây dựng theo kiểu chồng rường đấu sen; các vì kèo đều có chạm khắc hoa lá, trúc hoá long, kỳ 4 thuât chạm bong kênh.
Lễ hội chùa hằng năm được tổ chức từ ngày 4-6 tháng Giêng âm lịch. Trong hội lễ, có tổ chức bơi trải trên sông nước trước cửa chùa, hết sức đông vui và náo nhiệt. Di tích được xếp hạng di tích lịch sử quốc gia năm 1993.

## Thờ tự
Ngoài thờ Phật, chùa còn thờ tam tổ Trúc Lâm Trần Nhân Tông và 3 vị cư sĩ là Nguyễn Danh Nguyên, Nguyễn Danh Quang và Lý Đình Khuê. Ít có nơi như chùa Hào vừa thờ Phật, vừa thờ thành hoàng.

## Di tích lịch sử
Vào cuối thế kỷ 19, nghĩa quân Bãi Sậy lấy chùa Hào làm cơ sở trú quân.
Trong chiến tranh Việt - Pháp, chùa Hào là nơi thành lập chi bộ đảng đầu tiên của xã Bình Hà (trước đó là tổng Bình Hà); nơi chứng kiến lễ ra mắt của Mặt trận Việt Minh huyện Thanh Hà; cơ sở hoạt động của cán bộ một số xã lân cận và nhiều chiến sĩ cách mạng; nơi đứng chân của một số cơ quan huyện, nơi đặt trạm giao liên giữa huyện với khu Hà Đông và thực hiện tiêu thổ kháng chiến với tháp chuông phải dỡ bỏ.
Sư trụ trì của chùa là Ngô Văn Nhẫn kết nạp Đảng Cộng sản Việt Nam, một trong những đảng viên đầu tiên của làng Hào. 

## Cổ vật
Trong chùa, có nhiều hiện vật quý:
- Tượng Đức vua - Phật hoàng Trần Nhân Tông tạc bằng gỗ ngự trong khám thờ ở nhà tổ.
- Bệ đá hoa sen - một hiện vật thời Trần duy nhất còn lại của di tích; khắc họa những hoa văn, phù điêu hình chim, hình rồng, cánh sen, 4 góc có hình chim thần Garuda đội tòa sen phía trên được chạm khắc tinh xảo đặc trưng của văn hóa thời Trần có sự ảnh hưởng của văn hóa Chăm; được công nhận là một di tích nghệ thuật điêu khắc năm 1981.
- 10 bia đá ghi lại công lao của 3 vị cư sĩ, trong đó, có 3 bia đá thời Lê, 7 bia đá thời Nguyễn, vườn tháp 7 mộ sư.
- Bài vị của ba vị thành hoàng và các vị sư đã tu tại chùa.
- 07 sắc phong mang niên hiệu của các vị vua triều Nguyễn về sắc phong thành hoàng, gia tặng mỹ tự cho ba vị cư sĩ trụ trì: Tự Đức lục niên 1853; Tự Đức tam thập tam niên 1880; Đồng Khánh tam niên 1888; Duy Tân tam niên 1909; Khải Định cửu niên 1924; Khải Định cửu niên 1924; và có một sắc phong bị rách mất một nửa nên không rõ niên hiệu, chỉ biết sắc này phong cho ông Phả tế.
- Bức đại tự trong bái đường có bốn chữ Hán "Hào tướng lưu quang" (Tướng làng Hào toả sáng).
- Tượng Tăng phó Trần Như Thừa và gần 30 pho tượng Phật; mỗi pho tượng có một thần thái riêng, thể hiện tài hoa chạm khắc gỗ của nghệ nhân xưa và phản ánh sâu đậm tư tưởng, giáo lý của thiền phái Trúc Lâm.
- Hoành phi câu đối: chùa còn lưu giữ nhiều hoành phi câu đối ca ngợi Phật pháp và ba vị cư sĩ Thành hoàng; trong nhà tổ có câu đối: "Hộ tòng thần thế Tam công miếu; Tự hưởng Hào trang vạn cổ thần" (Miếu thờ tam công theo hầu vua, Bậc Thần hưởng tế muôn đời trang Hào Xá) và "Hào tướng lưu quang" (Tướng làng Hào tỏa sáng mãi).[1]

## Lễ hội
Lễ hội chùa Hào Xá, di sản văn hóa phi vật thể cấp quốc gia, được mở từ ngày 4 đến ngày 6 tháng Giêng âm lịch hàng năm. Đây chính là ngày Thượng hoàng Trần Nhân Tông về thăm chùa.

### Phần lễ
Phần lễ có rước sắc phong đặt trong kiệu long đình; các dòng họ trong làng cũng đem kiệu của dòng họ mình ra rước sắc phong.
Sáng sớm ngày mồng 4, các sắc phong được chuyển vào các kiệu long đình, rước từ chùa Hào ra đình Đụn (nơi thờ thành hoàng làng) để tổ chức tế lễ.
Mồng 5 rước các sắc phong trở lại chùa, tiếp tục tế lễ.
Đội tế có 16 người là nam giới phân bổ theo các giáp. Các tuần tế gồm dâng hương hoa và lễ tạ. Lễ vật dâng cúng là cỗ chay (gồm xôi oản, ngũ quả, các sản phẩm nông nghiệp) do các giáp cử người làm (xưa làng Hào Xá có ba giáp Nam, Đông, Đoài). Lễ vật cúng Hà bá khi tổ chức thi bơi thuyền mới có thêm thủ lợn. Mâm lễ đặt trên bệ đá thờ Hà bá.
Ngày mồng 6, rước các sắc phong ra miếu thờ ba vị thành hoàng để tế lễ và tổ chức diễn xướng trước khi kết thúc ba ngày lễ hội. Người tham gia diễn xướng mặc trang phục binh sỹ thời xưa, vác 8 bát bửu, 8 xà mâu đi liền sau kiệu long đình, múa xà mâu theo các thế võ, diễn lại sự tích ba vị cư sĩ tả xung hữu đột, chỉ huy quân sĩ đánh giặc Nguyên Mông. 

### Phần hội
Phần hội chủ yếu là bơi thuyền. Hội thi bơi chải có từ thời Trần, ngay sau khi ba vị Nguyễn Danh Quang, Nguyễn Danh Nguyên và Lý Đình Khuê qua đời. Hội thi tái hiện lại hình ảnh hào hùng của chiến thắng trên sông Bạch Đằng đánh bại giặc Nguyên Mông của quân dân thời Trần, tái hiện công lao của thành hoàng dạy dân luyện tập bơi thuyền. Mỗi giáp của làng có một đội bơi thuyền riêng. Thuyền của mỗi giáp có 18 hoặc 20 tay chèo; mỗi thuyền có 6 cặp bơi chèo, 1 người tát nước, 1 người lái thuyền và 1 người chỉ huy đánh phách hiệu lệnh. 
Ngoài thi bơi chải, phần hội còn có các trò chơi hấp dẫn như móc trạch, bắt vịt, nấu cơm trên thuyền…